# Suwalski Hufiec Harcerek „Jaćwież”
Suwalski Hufiec Harcerek „Jaćwież” ZHR – jednostka terytorialna Organizacji Harcerek ZHR. Zrzesza drużyny działające na terenie Suwałk (województwa podlaskiego) oraz Ełku - do 2011 r. (województwa warmińsko-mazurskiego). Hufiec należy do Namiestnictwa Północno-Wschodniego i Okręgu Mazowieckiego ZHR.

## Historia hufca
- 22 października 1988 r.- założenie w Parafii Matki Bożej Miłosierdzia w Suwałkach pierwszych dwóch drużyn "Bractwa Wędrowniczego". Założycielami byli: Bożena Pojawa, Ryszard Żukowski i kl. Piotr Głoskowski SDB.  Duchowymi opiekunami drużyn zostali Księża Salezjanie.
- 1 kwietnia 1989 r. – wstąpienie Bractwa Wędrowniczego do ZHR na 1 założycielskim Zjeździe ZHR
- 11 kwietnia 1990 r. – zawiązanie Suwalskiego Związku Drużyn Harcerek i Harcerzy (4 drużyny męskie, 1 żeńska)- komendant hm Ryszard Żukowski, z- ca kom. hm Bożena Pojawa
- 20 kwietnia 1990 r. – powołanie SZDHiH (Rozkaz L3/90 naczelnika ZHR hm Krzysztofa Stanowskiego)
- 12 lutego 1992 r. – powołanie Suwalskiego Związku Drużyn Harcerek (5 drużyn). Komendantka - hm Bożena Pojawa (Chorągiew Mazowiecka Rozkaz L2/92 naczelniczki Harcerek ZHR hm Ewy Brachy)
- 30 maja 2002 r. – powołanie Suwalskiego Hufca Harcerek "Jaćwież". Komendantka – hm Bożena Pojawa. Namiestnictwo Północno-Wschodnie. (Rozkaz L5/02 naczelniczki harcerek ZHR hm Ewy Borkowskiej-Pastwy)
- 24 października 2011 r. (Rozkaz Naczelniczki Harcerek L12/11) – 1 Ełcka Drużyna Harcerek „Rachatłukum” im. Anny Mireckiej Lubowieckiej została przeniesiona do Białostockiego Hufca Harcerek „Prześwit”

## Komendantki hufca
- hm. Bożena Pojawa HR - 1992 - 2006
- phm. Irena Podolewska HR (Krysiewicz) – 2006-2008
- hm. Bożena Pojawa HR - 2008 - 2012
- phm. Żaneta Wróbel HR - 2012 - 2014
- phm. Paulina Słabińska HR - 2014 - 2018
- phm. Anna Kucharska HR - 2018 – 2021
- phm. Patrycja Czarniecka wędr. - 2021 - 2022
- phm. Weronika Borkowska wędr. - 2022 - 2023
- pwd. Justyna Leszczyńska wędr. - 2023 -

## Drużyny hufca  - rok harc. 2022/2023
- 1 Suwalska Drużyna Harcerek "Rysy" im. św. Jana Pawła II
- 6 Suwalska Drużyna Harcerek "Tratwa" im. bł. Eugenii Mackiewicz
- 10 Suwalska Drużyna Harcerek "Cordis" im. Zdzisławy Bytnarowej
- 12 Suwalska Drużyna Harcerek "Planeta" im. Anieli Wysockiej
- 13 Suwalska Gromada Zuchenek "Pogodne Promyczki"
- 16 Suwalska Gromada Zuchenek "Strażniczki Gwiazd"